# Amphoriskos

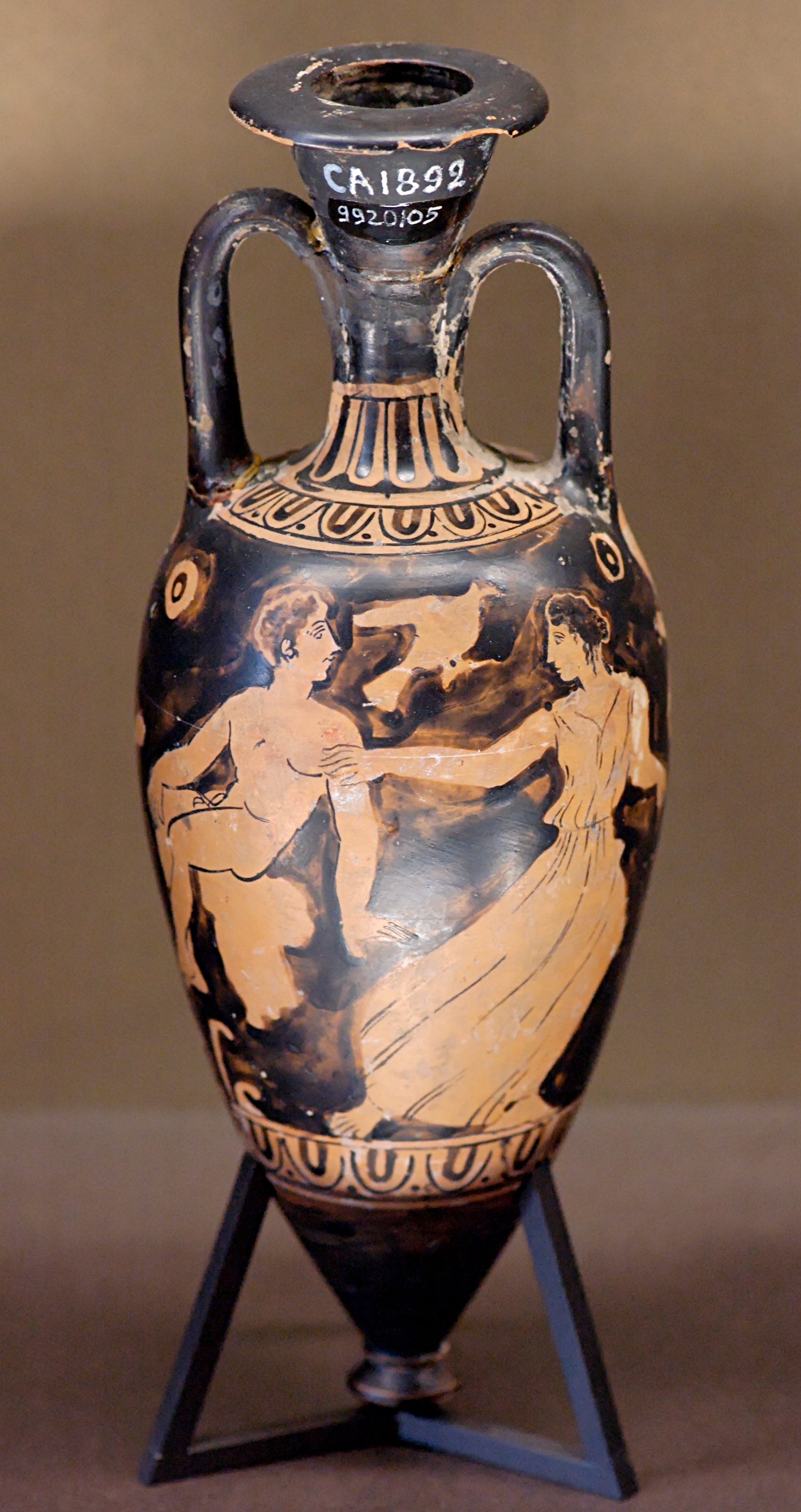
Amphoriskos des Worst Painter, Junger Mann und eine Frau, um 425/400 v. Chr., Louvre (CA 1892)

Der Amphoriskos (altgriechisch ἀμφορίσκος amphorískos, Mehrzahl ‚Amphoriskoi‘) ist in der antiken griechischen Keramik ein Gefäß, das sehr kleine Amphora genannt werden könnte. Im Unterschied zur richtigen Amphora wurde sie jedoch wohl als Salbölgefäß oder für Duftstoffe beziehungsweise zur Kosmetik verwendet. Manche Amphoriskoi waren aus Glas gefertigt. Solche gibt es auch noch aus römischer Zeit.